# Liste der Monuments historiques in Le Fœil
Die Liste der Monuments historiques in Le Fœil führt die Monuments historiques in der französischen Gemeinde Le Fœil auf.

## Liste der Bauwerke
| Bezeichnung                 | Beschreibung | Standort                               | Kennzeichnung | Schutzstatus | Datum | Bild           |
| --------------------------- | ------------ | -------------------------------------- | ------------- | ------------ | ----- | -------------- |
| Château de Robien           | Schloss      | Route de Saint-Nicolas-du-Pélem (Lage) | PA00089152    | Inscrit      | 1946  | weitere Bilder |
| Manoir de la Noë-Sèche      | Herrenhaus   | (Lage)                                 | PA00089154    | Classé       | 1936  | weitere Bilder |
| Manoir du Guermain          | Herrenhaus   | (Lage)                                 | PA00089153    | Inscrit      | 1964  | weitere Bilder |
| Reste des Château de Crénan | Schloss      | (Lage)                                 | PA00089151    | Classé       | 1969  | weitere Bilder |

## Liste der Objekte
- Monuments historiques (Objekte) in Le Fœil in der Base Palissy des französischen Kultusministeriums